# الصلولة (حزم العدين)

تعديل مصدري - تعديل

الصلولة محلة تابعة لقرية نيدان، التابعة لعزلة حقين بمديرية حزم العدين إحدى مديريات محافظة إب في الجمهورية اليمنية، بلغ تعداد سكانها 133 حسب تعداد اليمن لعام 2004.